# Beatriz Francisca de Assis Brandão
Beatriz Francisca de Assis Brandão (Vila Rica, 1779 — Rio de Janeiro, 1868), coneguda simplement com Beatriz Brandão, va ser una poeta, traductora, músic i educadora brasilera. Destacada per fugir dels cànons femenins en l'època del regnat de Pere II del Brasil, va ser de gran importància per a la comprensió de la societat en el període de l'arcadisme.

## Vida
Filla de Francisco Sanches Brandão i Izabel Feliciana Narcisa de Seixas, va néixer a Vila Rica, actual Ouro Preto, l'any 1779, rebent el baptisme en la Basílica Menor de Nostra Senyora del Pilar.
Va ocupar els oficis de traductora, música, poeta i educadora i es va especialitzar en l'idioma italià i francès, el que va dur-la a una posició destacada com a traductora. Va participar de forma intensa en la construcció de la literatura brasilera gràcies als seus poemes i va dirigir, a Vila Rica, un col·legi femení.
La seva família era originària de Normandia i més tard, va migrar a Portugal, per acabar al Brasil. També tenia ramificacions en Pernambuco i Minas Gerais i va desenvolupar relacions pròximes amb la Família Imperial. Aproximadament, als trenta tres anys, es va casar amb Alferes Vicente Batista Rodrigues Alvaranga, sis anys més jove que ella.

## Carrera literària
L'obra de Beatriz Brandão és de gran valor per a la comprensió de la societat de l'època, havent col·laborat per als diaris Marmota Fluminense i O Guanabara. En virtut d'això, va publicar els primers versos en el diari Parnaso Brasileiro, del canonge Januário da Cunha Barbosa, editat a Rio de Janeiro. Posteriorment, els va reunir en un únic volum i els va publicar amb el títol Cantos da Mocidade (cants de joventut), l'any 1856. El 28 d'abril de 1868, van dedicar-li un article biogràfic, publicat en el diari Correio Mercantil, titulat Prima de Marília (cosina de Marília).
La segona obra publicada va ser Carta de Leandro a Hero, present en el segon volum del diari Parnaso Brasileiro, de 1832. En 1859, l'obra és republicada amb el títol Cartas de Leandro a Hero. Membre per indicació de l'Acadèmia Mineira de Lletres des de 1910, va morir sense publicar molts dels seus poemes i, encara avui, segueix sent poc conegut i reconegut el paper que va ocupar al llarg del segle xix.

## Llista d'obres
- Parnaso brasileiro (1831)
- Canto da mocidade (1856)
- Carta de Leandro a Hero (1856)
- Carta de Hero a Leandro (1859)